# 753 př. n. l.

## Události
- údajné založení Říma podle tradice Romulem (vládl 753 - 716 př. n. l., spoluvládce Titus Tatius)
- první rok starého římského kalendáře
- 21. duben - počátek římského letopočtu „od založení Města“ (Říma): ab urbe condita (A.U.C. nebo AUC)
- V Římě začíná doba královská (753 př. n. l. - 510 př. n. l.)